# Galerina stylifera
Galerina stylifera är en svampart som först beskrevs av George Francis Atkinson, och fick sitt nu gällande namn av A.H. Sm. & Singer 1958. Galerina stylifera ingår i släktet Galerina och familjen Strophariaceae.   Inga underarter finns listade i Catalogue of Life.

## Bildgalleri

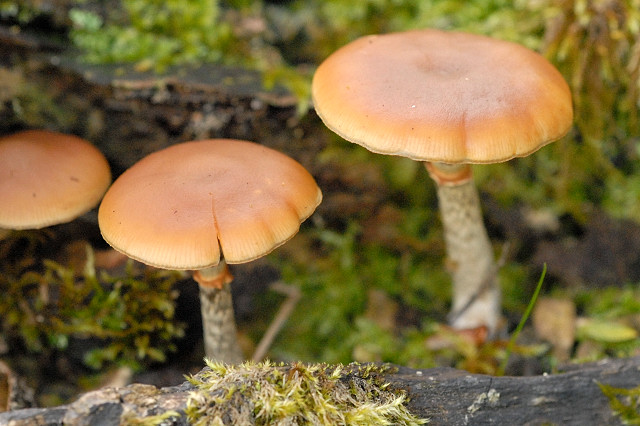
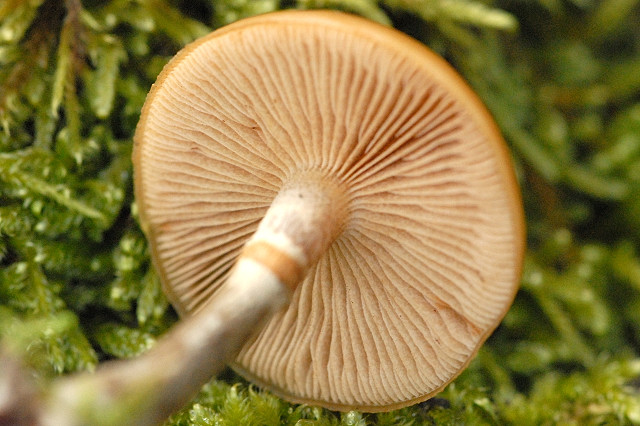